# JAM (アイドルグループ)
JAM（ジャム）は、かつて関西地方を中心に活動していた3人組女性アイドルグループである。

## 概要
2003年8月、ファッション雑誌『ViVi』の読者モデルだった 奥田順子・春名亜美・村上実沙子の3名で結成された。
グループ名は、メンバーの順子(Junko)・亜美(Ami)・実沙子(Misako)の3人の名前の頭文字から。
2010年以降、グループでのメディアやライブへの出演等の活動記録が無く、また個人ブログの更新が無い又はブログそのものが閉鎖されている状況から、グループは既に解散したと見られる。

## メンバー

### 活動当時のメンバー
- 奥田順子 - 1982年7月11日（42歳）
- 春名亜美 - 1983年3月18日（41歳）
- 村上実沙子 - 1982年12月21日（42歳）

## 出演

### テレビ
- 『JAM系～男の子はダメ!～』（2005年、朝日放送）

### ラジオ
- ゴチャ・まぜっ!木曜日（2005年10月～2006年4月、MBSラジオ）
- ゴチャ2月曜日（2006年4月～2006年9月、MBSラジオ）
- ゴチャ・まぜっ!木曜日 ミニコーナー（2006年10月～2007年4月、MBSラジオ）
- イマドキッ日曜日（2008年4月～2009年4月、MBSラジオ）
  - イマドキッC日曜日（2007年4月～2008年3月、MBSラジオ）

### 広告
- Angel Eyes「終日装用ソフトコンタクトレンズ」イメージモデル(2010年～)

### 書籍
- 書籍『JAM everythingKodansha mook』(共著、2004年8月:講談社刊、ISBN 4-06-179439-6)

### CD
- アルバム『JAM＊TRANCE』（2006年3月24日）